# 芥屋の大門

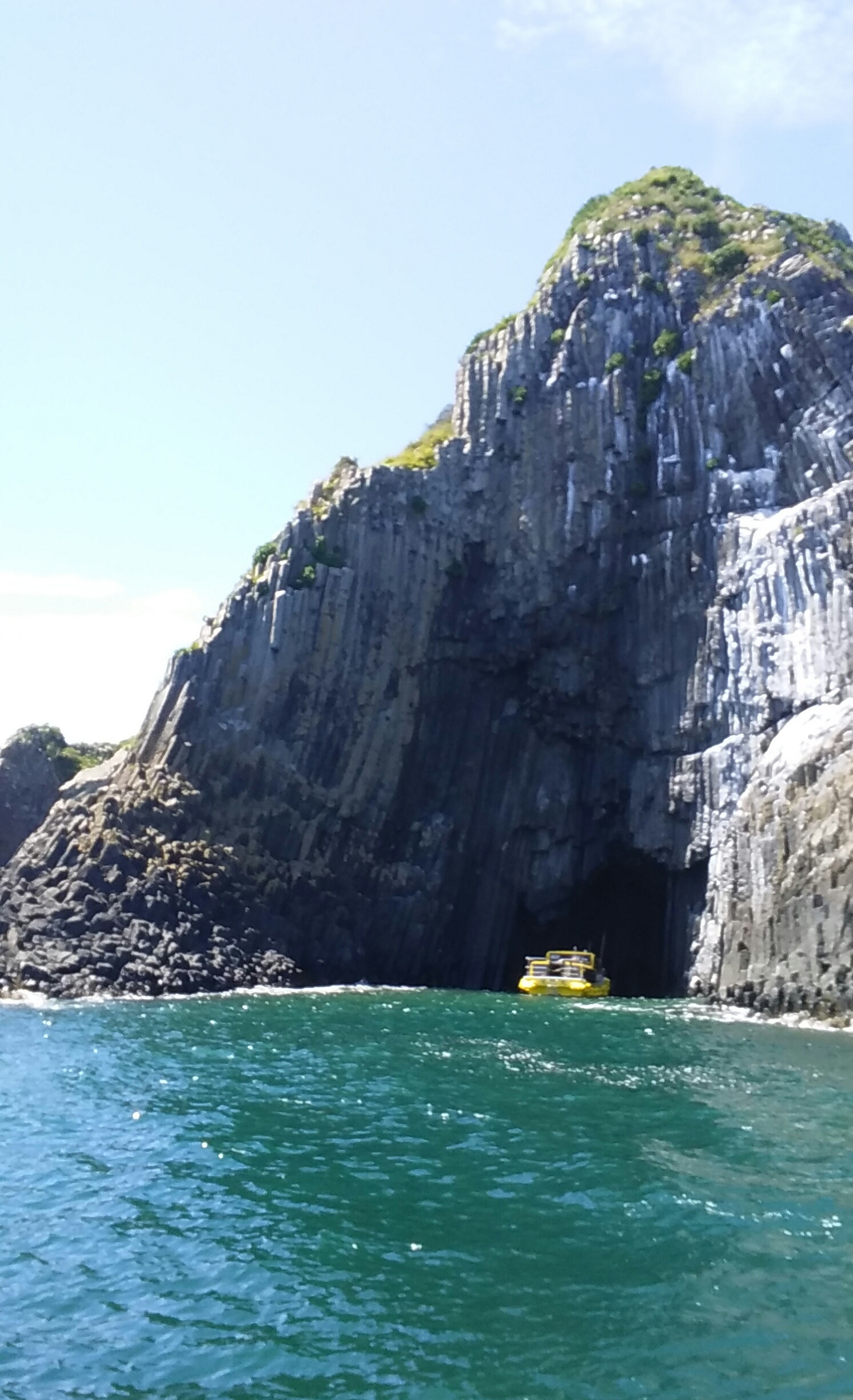
芥屋の大門

芥屋の大門（けやのおおと）とは、福岡県糸島市志摩芥屋の海岸にある海食洞である。1966年（昭和41年）に国の天然記念物に指定された。「芥屋大門」と表記されることもある。

## 概要
糸島半島の北西部に位置し、玄界灘に面しており、日本最大の玄武岩洞で高さ64m、奥行90m、間口10mの洞窟である。玄武洞・七ツ釜とともに日本三大玄武洞と称される。一帯は六角形や八角形の玄武岩柱状節理が発達している。
付近は芥屋海水浴場などと合わせ玄海国定公園に指定されている。陸上からのアクセスが整備されていないため、洞窟観覧用の遊覧船は芥屋漁港から毎年3月から12月の間に運航されている。

## 交通アクセス
- JR九州筑肥線筑前前原駅から昭和バス芥屋線に乗車し終点「芥屋」下車。
- マイカーの場合、西九州自動車道前原東暫定出入口から12㎞。